# Woryty
Woryty (deutsch Woritten) ist ein Ort in der polnischen Woiwodschaft Ermland-Masuren. Er gehört zur Gmina Gietrzwałd (Landgemeinde Dietrichswalde) im Powiat Olsztyński (Kreis Allenstein).

## Geographische Lage
Woryty liegt im Westen der Woiwodschaft Ermland-Masuren, 18 Kilometer westlich der Kreis- und  Woiwodschaftshauptstadt Olsztyn (deutsch Allenstein).

## Geschichte
Im Jahre 1347 wurde das Dorf Woritten gegründet. Eine später errichtete Ziegelei lag wenige hundert Meter südlich des Ortes und verschaffte ihm überregionale Bedeutung.
Zwischen 1874 und 1945 war Woritten in den Amtsbezirk Dietrichswalde (polnisch Gietrzwałd) im Kreis Allenstein eingegliedert.

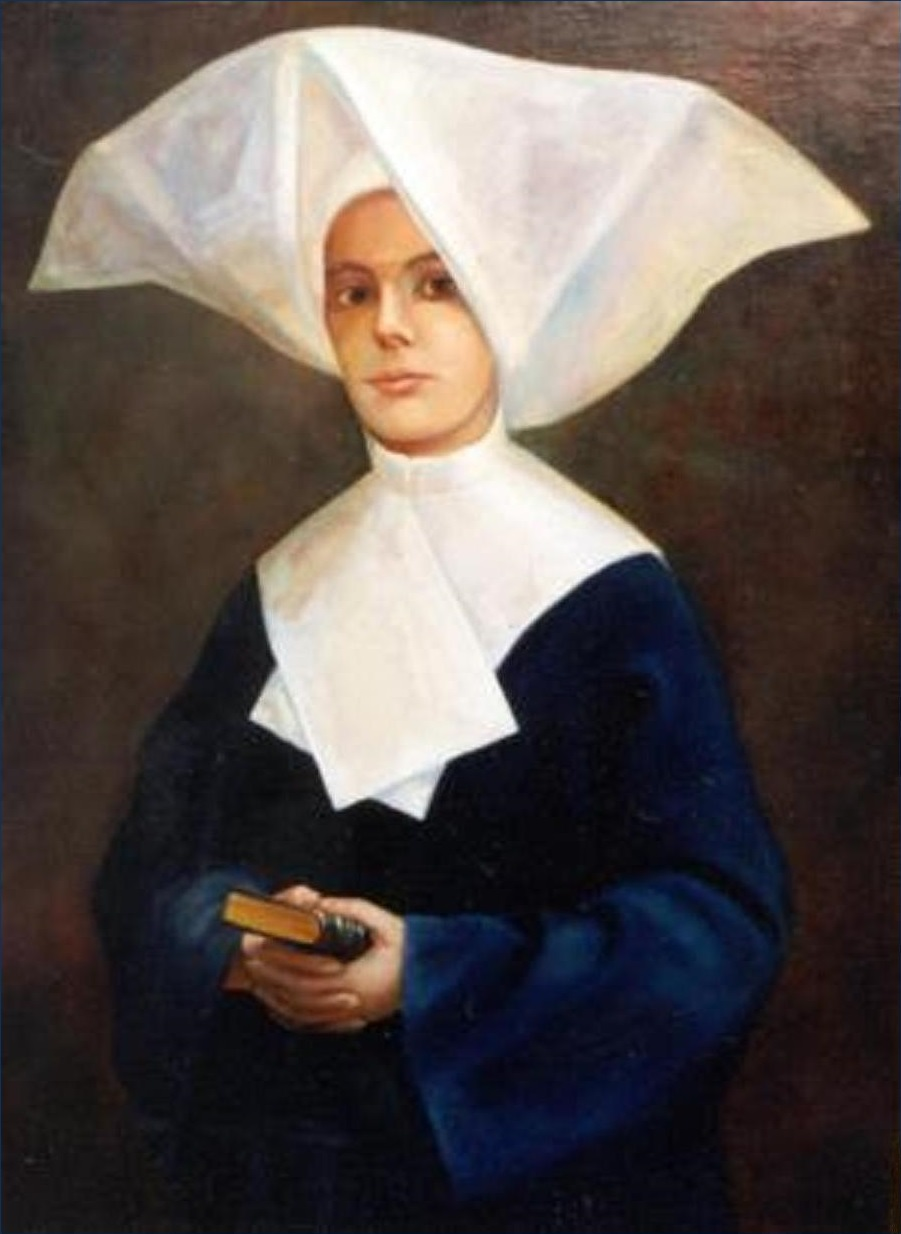
Barbara Samulowska

Im Jahre 1877 erlebten zwei Mädchen aus Woritten, nämlich die 13-jährige Justine Schafrinska und die 12-jährige Barbara Samulowska, die Dietrichswalder Marienerscheinungen, die das Dorf bis heute zu einem vielbesuchten Wallfahrtsort machten.
Im Jahre 1910 waren in Woritten 577 Einwohner registriert. Ihre Zahl belief sich 1933 auf 599 und 1939 auf 571.
In Kriegsfolge wurde 1945 das gesamte südliche Ostpreußen an Polen überstellt. Woritten erhielt die polnische Namensform „Woryty“ und ist heute eine Ortschaft om Verbund der Landgemeinde Gietrzwałd (Dietrichswalde) im Powiat Olsztyński (Kreis Allenstein), bis 1998 der Woiwodschaft Olsztyn, seither der Woiwodschaft Ermland-Masuren (mit Sitz in Olsztyn) zugehörig.

## Kirche
Bis 1945 war Woritten in die evangelische Kirche Allenstein in der Kirchenprovinz Ostpreußen der Kirche der Altpreußischen Union, außerdem in die römisch-katholische Kirche Dietrichswalde im Bistum Ermland eingepfarrt.
Heute gehört Woryty katholischerseits zur Wallfahrtskirche Gietrzwałd im jetzigen Erzbistum Ermland, sowie evangelischerseits zur Christus-Erlöser-Kirche Olsztyn in der Diözese Masuren der Evangelisch-Augsburgischen Kirche in Polen.

## Verkehr
Von Gietrzwałd an der polnischen Landesstraße 16 (einstige deutscher Reichsstraße 127) führt eine Nebenstraße direkt nach Woryty. Auch gibt es eine Straßenverbindung von Tomarynki (Passargental) nach Woryty. Eine Bahnanbindung besteht nicht.

## Persönlichkeiten

### Aus dem Ort gebürtig
- Barbara Samulowska (* 21. Januar 1865 in Woritten), polnische Nonne, Zeugin der Dietrichswalder Marienerscheinungen († 6. Dezember 1950 in Guatemala), seit 2004 im Seligpreisungsprozess der Römisch-katholischen Kirche